# Archaeogerydus tavoyana
Archaeogerydus tavoyana är en fjärilsart som beskrevs av Evans 1932. Archaeogerydus tavoyana ingår i släktet Archaeogerydus och familjen juvelvingar. Inga underarter finns listade i Catalogue of Life.